# Can Maristany (Mediona)
Can Maristany és un mas catalogat a l'Inventari del Patrimoni Arquitectònic de Catalunya localitzat al veïnat de la Font del Bosc al terme municipal de Mediona (Alt Penedès). Masia de planta quadrangular composta de planta baixa, pis, golfes i torratxa, amb coberta a dues aigües i amb altres cossos adossats, un d'ells amb terrat de balustres. Les obertures de les façanes estan compostes linealment i construïdes amb maó vist, així com les cantoneres, les línies d'impostes, els ràfecs i trencaaigües i les decoracions d'escalonaments i arcs cecs del coronament lateral. Té una gran vistositat gràcies al doble joc de color de tots aquests elements. Baluard i jardins al voltant. L'última reforma s'ha fet l'any 1880, com indica la data inclosa en el portal d'entrada, però segurament la masia és anterior.